# وینفیلد (آلاباما)
وینفیلد (به انگلیسی: Winfield) شهرکی در شهرستان فایت ایالت آلاباما است که مساحت آن ۴۴٫۸۸ کیلومترمربع است و در سرشماری سال ۲۰۱۰ میلادی، ۴٬۷۱۷ نفر جمعیت داشته و تراکم جمعیتی آن، ۱۰۵٫۱ نفر در کیلومترمربع بوده است.